# Acrogalumna pacifica
Acrogalumna pacifica är en kvalsterart som först beskrevs av Trägårdh 1931.  Acrogalumna pacifica ingår i släktet Acrogalumna och familjen Galumnidae. Inga underarter finns listade i Catalogue of Life.